# KV50
KV50, acrònim de l'anglès King's Valley, és una tomba egípcia de l'anomenada Vall dels Reis, situada a la riba oest del riu Nil, a l'altura de la moderna ciutat de Luxor. Va ser descoberta en 1906 per Edward Ayrton quan treballava al servei de Theodore M. Davis, però el seu emplaçament s'ha perdut en l'actualitat en una muntanya de runa. Així i tot, es troba molt a prop de les tombes KV51 i KV52, també desaparegudes en el triangle format per KV35, KV36 i KV49.
Ayrton va descobrir que els propietaris de KV50, la primera d'un grup de tres tombes veïnes (les 50, 51 i 52) avui anomenades Tombes d'Animals, no eren membres de la família reial o de l'alta noblesa, sinó simplement un gos i un mico en un bon estat de conservació. Més tard, amb el desenrunament de KV51 i KV52, es va acabar per concloure que els tres sepulcres formaven part del cementiri de les mascotes d'algun rei amant dels animals, possiblement Amenhotep II, donada la proximitat de la seva tomba.
Encara que molt similar en grandària i en estructura a KV52, KV50 és una mica menor, i segons es creu de planta regular i gairebé completament acabada. Segueix el mateix perfil que les altres tombes d'animals, amb un petit pou d'entrada i una única sala rectangular ben excavada i polida on van ser trobades les mòmies d'un gos i un mico. Malgrat que el modest sepulcre manca de decoració i de qualsevol esment a un monarca en concret, per l'estructura es pot endevinar que va ser construïda en temps de la dinastia XVIII.
En el moment del seu descobriment, a la tomba ja havien entrat a robar, però se sap que aquests animals tenien el seu propi aixovar funerari, amb joies incloses. A part dels dos insòlits ocupants de la tomba, es van trobar restes d'un sarcòfag de fusta, que devien pertànyer a una de les mòmies, que es trobaven recolzades a la paret mirant-se la una a l'altra quan Ayrton va entrar per primera vegada en aquell lloc.